# 天水圍天主教小學

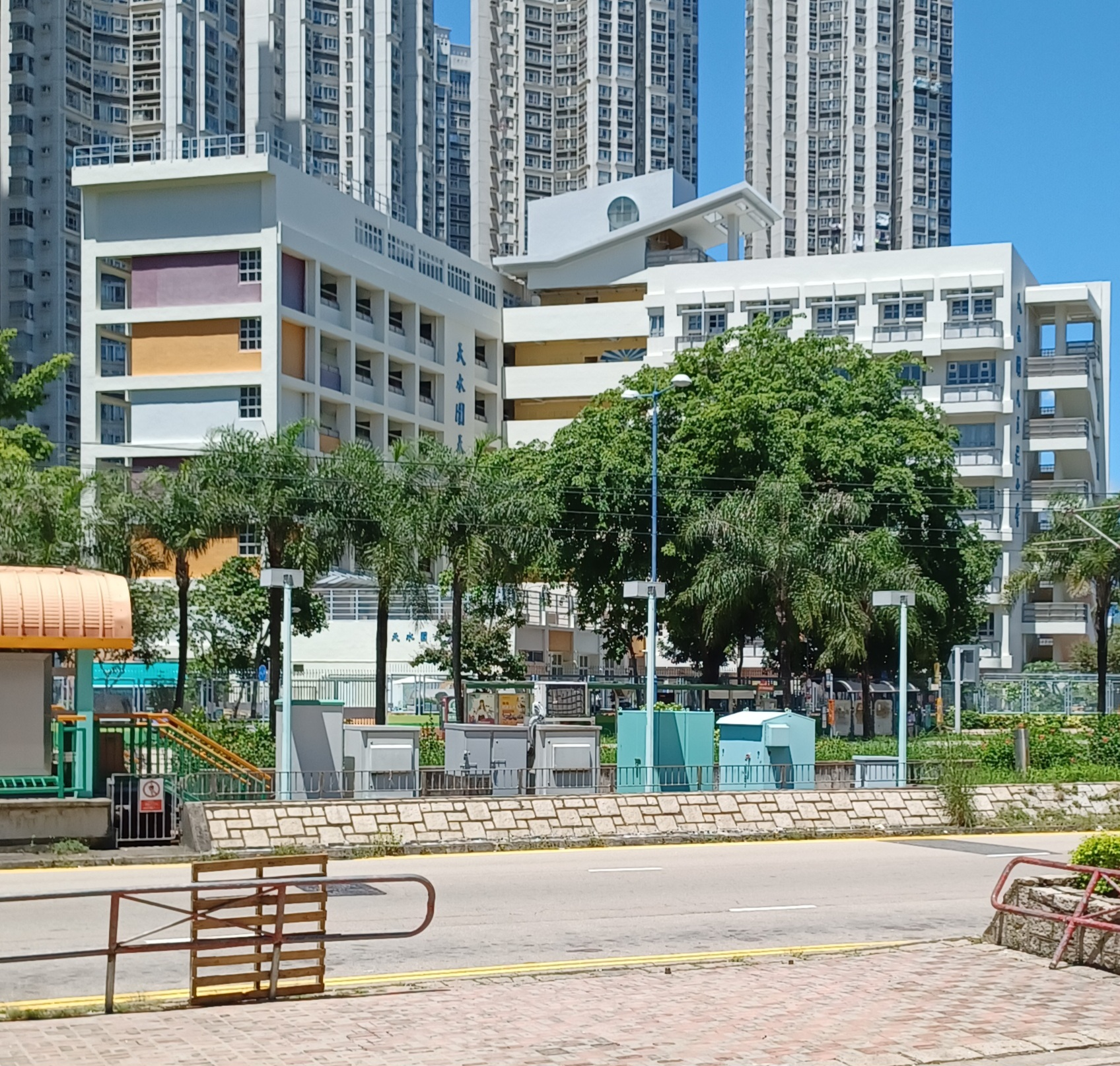
近觀天水圍天主教小學校舍

天水圍天主教小學（英語：Tin Shui Wai Catholic Primary School）是一間位於天水圍的天主教中文男女子小學，由天主教香港教區創辦。

## 學校資料

### 校舍
- 該校佔地面積約5600平方米，並設有三十間課室(1A,1B,1C,1D,1E,2A,2B,2C,2D,2E,3A,3B,3C,3D,3E,4A,4B,4C,4D,4E,5A,5B,5C,5D,5E,6A,6B,6C,6D,6E)、一個禮堂、三個操場。全部課室均設有電腦、電子互動白板以及投影機，還可以無線上網。另該校設有環保種植長廊、飯堂和康樂區等[1]。

### 分班情況
- 小一至小三均有五班，小四至小六則有六班。該校現正推行小班教學，所以每班有約二十五至三十人[2]。

### 獎項
- 2007至2008年：行政長官卓越教學獎 - 老師（梁德雅、戴顯政、李小玲、陳寶琪及鄧瑞瑩）[3][4]
- 2019年：《第三屆中國歷史校際精英問答比賽（小學組）》亞軍 - 蘇穎恩[5]

### 升中派位
- 該校和天主教崇德英文書院以及天主教培聖中學有聯繫，因此每年有大約佔該校25%的學生升讀這兩間中學[6]。

## 軼事
- 在此校校舍1993年進行分配期間，香港教育專業人員協會亦有提交申請，以開辦「吳明欽紀念小學」，但不果[7]。